# Nesobasis leveri
Nesobasis leveri là một loài chuồn chuồn kim trong họ Coenagrionidae.
Nesobasis leveri được Kimmins miêu tả khoa học năm 1943.